# Bánfihunyadi Abacs Márton
Bánfihunyadi Abacs Márton, névváltozat: Bánffyhunyadi, latinul: Martinus Banffi A. Hunyadi (? – 1737. december 20. után) református lelkész, esperes, író.

## Élete
Erdélyből, Bánffyhunyadról származott. A kolozsvári református kollégiumban tanult, majd 1694. augusztus 4-én a franekeri egyetemre iratkozott be, ahol teológiát és filozófiát hallgatott. 1696. év második felében visszatérve hazájába előbb Torockószentgyörgyön, majd 1710-től Ótordán szolgált lelkészként. A nagyenyedi egyházmegye főjegyzője, 1728-tól esperese volt.
Megjelent munkája két részből álló disszertációja: De Divinitate Sacrae Scripturae. Franeker, 1696. Ugyanebben az évben védte meg disszertációját a barátja, Szilágyi Péter, akinek tiszteletére ez alkalommal egy latin elégiát is írt. Több üdvözlő-, illetve gyászverse is ismert.